# Jeff Widener
Jeff Widener (Long Beach, 11 de agosto de 1956) é um fotógrafo americano. Tornou-se famoso por ser o autor da também famosa foto "O Rebelde Desconhecido".

## A foto do século XX
Em 1989, durante os protestos da Praça Tiananmen (China), o fotógrafo flagrou um solitário protestante, na frente de uma fileira de tanques de guerra, bloqueando sua passagem por mais de 30 minutos. A foto estampou páginas de jornais em todo o mundo, diante da censura chinesa à imprensa internacional.
O momento da foto foi registrado do sexto andar do Hotel Pequim, a pouco mais de 800 metros de distância, com máquina fotográfica de lentes 400 milímetros. Pelo trabalho, foi posteriormente indicado ao Prêmio Pulitzer 1990 por "Spot News Photography", e ganhou vários outros no decorrer dos anos. 
Desde 2004, Widener é fotógrafo do The Honolulu Advertiser.